# Ayacucho (geslacht)
Ayacucho is een geslacht van hooiwagens uit de familie Gonyleptidae.
De wetenschappelijke naam Ayacucho is voor het eerst geldig gepubliceerd door Roewer in 1949.

## Soorten
Ayacucho is monotypisch en omvat slechts de volgende soort:
- Ayacucho titschacki